# Kreishauptmannschaft Chemnitz
| Basisdaten              | Basisdaten           |
| ----------------------- | -------------------- |
| Verwaltungssitz         | Chemnitz             |
| Fläche                  | 2.112 km² (1939)     |
| Einwohner               | 1.027.581 (1939)     |
| Bevölkerungsdichte      | 487 Einw./km² (1939) |
| Königreich Sachsen 1895 |                      |
|                         |                      |

Die Kreishauptmannschaft Chemnitz war ein Verwaltungsbezirk im Königreich Sachsen und im späteren Freistaat Sachsen. Die sächsischen Kreishauptmannschaften waren hinsichtlich ihrer Funktion und Größe vergleichbar mit einem Regierungsbezirk.

## Geschichte

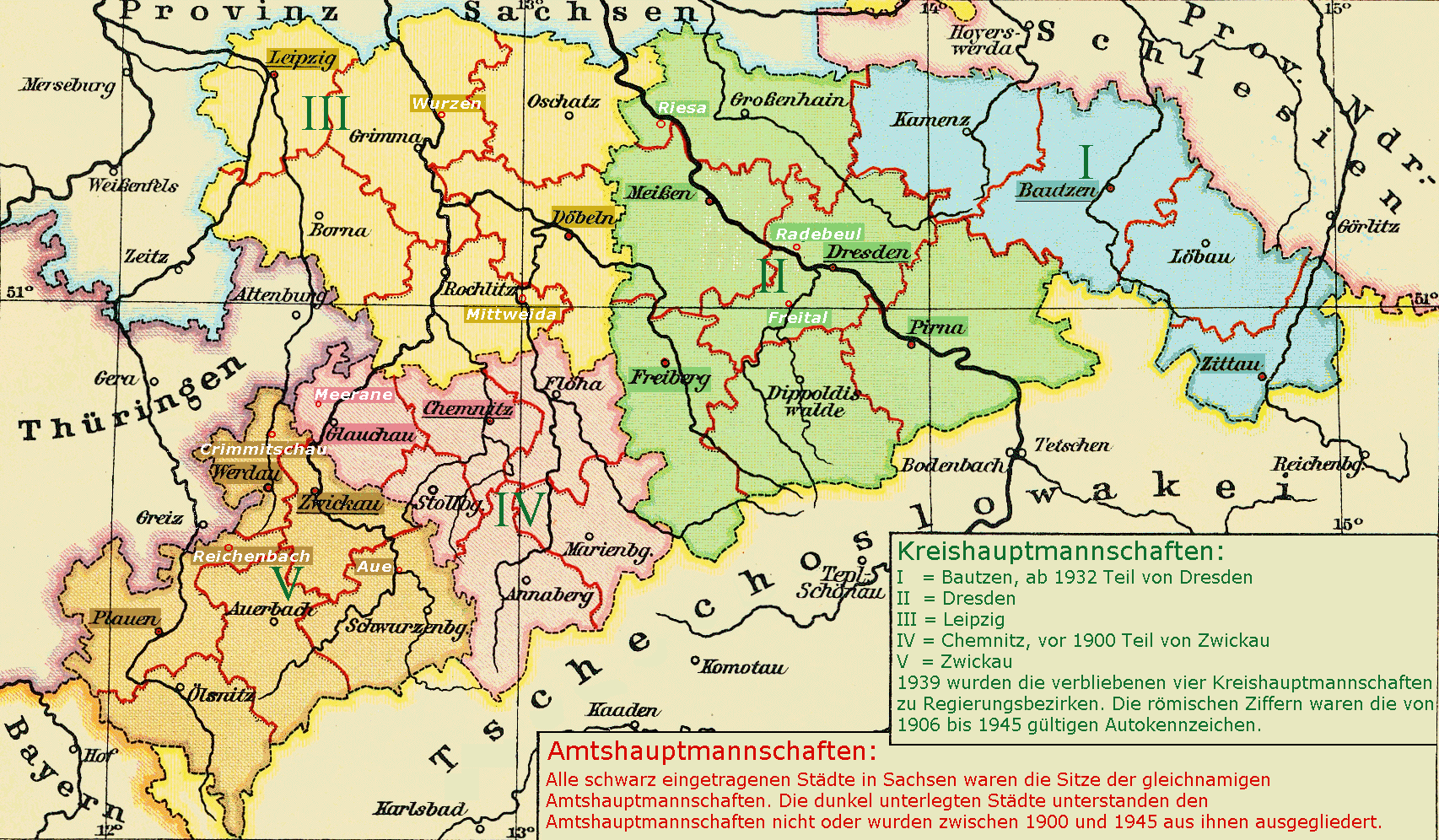
Karte der Kreis- und Amtshauptmannschaften 1900 bis 1932

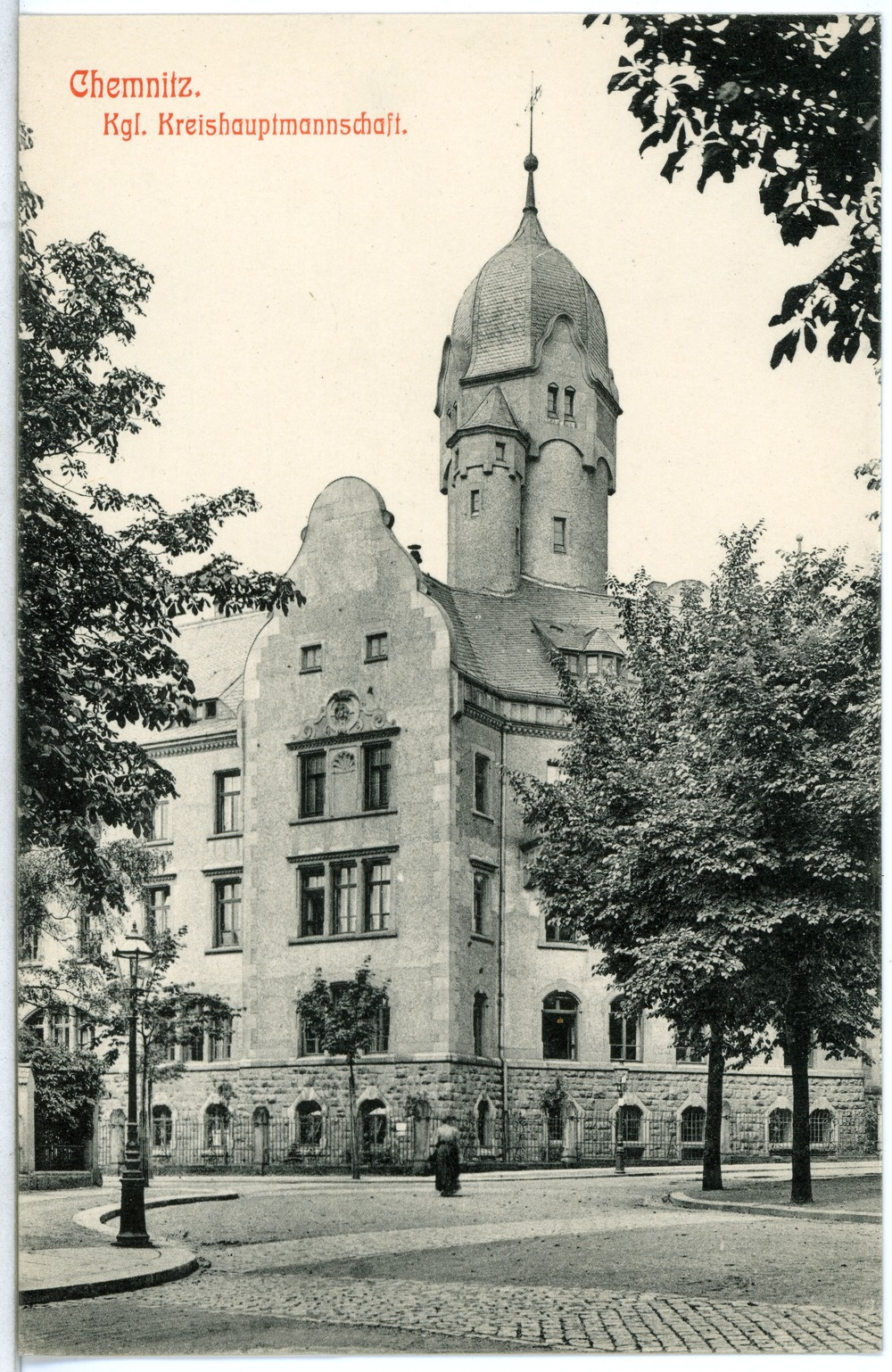
Sitz der Kreishauptmannschaft Chemnitz, Metzschstraße 2 (heute Emil-Rosenow-Straße), Ecke Reichsstraße, im Chemnitzer Stadtteil Kaßberg aus einer Postkarte von 1911. Das Gebäude wurde 1945 erheblich beschädigt, später abgetragen.

1874 wurden im Königreich Sachsen die vier Kreishauptmannschaften Bautzen, Dresden, Leipzig und Zwickau eingerichtet. Zum 1. Oktober 1900 wurde aus dem östlichen Teil der Kreishauptmannschaft Zwickau als fünfte sächsische Kreishauptmannschaft die Kreishauptmannschaft Chemnitz gebildet. Ihr nachgeordnet waren die fünf Amtshauptmannschaften (ab 1939 Landkreise)
- Amtshauptmannschaft Annaberg
- Amtshauptmannschaft Chemnitz
- Amtshauptmannschaft Flöha
- Amtshauptmannschaft Glauchau
- Amtshauptmannschaft Marienberg

sowie die bezirksfreie Stadt Chemnitz.
1910 wurde aus Gemeinden der Amtshauptmannschaft Chemnitz zusätzlich die Amtshauptmannschaft Stollberg gebildet. Glauchau und Meerane wurden 1924 als bezirksfreie Städte aus der Amtshauptmannschaft Glauchau ausgegliedert.
1939 wurde die Kreishauptmannschaft Chemnitz in Regierungsbezirk Chemnitz/Erzgebirge umbenannt. Zum 1. Juli 1943 stellte der Regierungsbezirk seine Tätigkeit auf Kriegsdauer ein, bestand jedoch formell weiter.
1990 entstand der Regierungsbezirk Chemnitz, der 2008 in Direktionsbezirk Chemnitz umbenannt wurde.

## Einwohnerentwicklung
| Jahr      | 1900    | 1910    | 1939      |
| --------- | ------- | ------- | --------- |
| Einwohner | 792.393 | 920.543 | 1.027.581 |

## Verwaltungsgliederung
Am 1. Dezember 1910 bestand die Kreishauptmannschaften aus folgenden Verwaltungseinheiten:
| Verwaltungseinheit             | Kommunen | Fläche (in km²) | Einwohner | zur Gemeindeauflistung                                         |
| ------------------------------ | -------- | --------------- | --------- | -------------------------------------------------------------- |
| Stadt Chemnitz                 | 01       | 043,72          | 287.807   | keine                                                          |
| Amtshauptmannschaft Annaberg   | 40       | 434,83          | 111.309   | siehe: Gemeindeverzeichnis Amtshauptmannschaft Annaberg 1910   |
| Amtshauptmannschaft Chemnitz   | 46       | 283,36          | 129.919   | siehe: Gemeindeverzeichnis Amtshauptmannschaft Chemnitz 1910   |
| Amtshauptmannschaft Flöha      | 61       | 404,43          | 098.018   | siehe: Gemeindeverzeichnis Amtshauptmannschaft Flöha 1910      |
| Amtshauptmannschaft Glauchau   | 81       | 316,08          | 153.457   | siehe: Gemeindeverzeichnis Amtshauptmannschaft Glauchau 1910   |
| Amtshauptmannschaft Marienberg | 48       | 404,49          | 065.760   | siehe: Gemeindeverzeichnis Amtshauptmannschaft Marienberg 1910 |
| Amtshauptmannschaft Stollberg  | 26       | 185,28          | 074.273   | siehe: Gemeindeverzeichnis Amtshauptmannschaft Stollberg 1910  |
| KREISHAUPTMANNSCHAFT           | 3030     | 2.072,190.      | 920.543   |                                                                |

| Platz                  | Kommune                | Amtshauptmannschaft    | Einwohner | Platz | selbständiger Gutsbezirk      | Amtshauptmannschaft | Einwohner |
| ---------------------- | ---------------------- | ---------------------- | --------- | ----- | ----------------------------- | ------------------- | --------- |
| 0–                     | Chemnitz               | 0–                     | 287.807   | 01    | Landesstrafanstalt Hoheneck   | Stollberg           | 1.037     |
| 01                     | Meerane                | Glauchau               | 025.470   | 02    | Landesanstalten Sachsenburg   | Flöha               | 0.294     |
| 02                     | Glauchau               | Glauchau               | 025.155   | 03    | Rittergut Gelenau             | Annaberg            | 0.221     |
| 03                     | Annaberg               | Annaberg               | 017.038   | 04    | Rittergut Mittelfrohna        | Chemnitz            | 0.153     |
| 04                     | Limbach                | Chemnitz               | 016.806   | 05    | Herrschaft Schönburg-Glauchau | Glauchau            | 0.130     |
| 05                     | Ölsnitz                | Stollberg              | 016.213   | 06    | Rittergut Lichtenwalde        | Flöha               | 0.084     |
| 06                     | Hohenstein-Ernstthal   | Glauchau               | 015.776   | 07    | Rittergut Olbernhau           | Marienberg          | 0.081     |
| 07                     | Olbernhau              | Marienberg             | 009.681   | 08    | Rittergut Erdmannsdorf        | Flöha               | 0.078     |
| 08                     | Buchholz               | Annaberg               | 009.679   | 09    | Rittergut Niederrabenstein    | Chemnitz            | 0.068     |
| 09                     | Lugau                  | Stollberg              | 008.713   | 10    | Rittergut Neukirchen          | Chemnitz            | 0.066     |
| 10                     | Lichtenstein           | Glauchau               | 007.892   |       |                               |                     |           |
| 11                     | Stollberg              | Stollberg              | 007.863   |       |                               |                     |           |
| 12                     | Thalheim               | Stollberg              | 007.711   |       |                               |                     |           |
| 13                     | Gersdorf               | Glauchau               | 007.730   |       |                               |                     |           |
| 14                     | Oberlungwitz           | Glauchau               | 007.657   |       |                               |                     |           |
| 15                     | Zschopau               | Flöha                  | 006.732   |       |                               |                     |           |
| Summe (ohne Chemnitz): | Summe (ohne Chemnitz): | Summe (ohne Chemnitz): | 190.116   |       |                               |                     |           |

## Kreishauptmann
Die Behörde wurde vom Kreishauptmann geleitet:
- 1900–1906: Johann Georg von Welck[6]
- 1906–1910: Curt Ludwig Franz von Burgsdorff (1910 zum Kreishauptmann in Leipzig ernannt)[6][7]
- 1910–1922: Max Lossow[8][6]
- 1922–1925: Richard Marcus (1925 zum Kreishauptmann in Leipzig ernannt)[6][9]
- 1925–1926: unbesetzt
- 1926–1931: Hermann Seyfarth[6]
- 1. Februar 1931: Oberverwaltungsgerichtsdirektor Hugo Grille[10]
- 13. April 1937, andere Quelle 30. März 1937 (kommissarisch): SS-Brigadeführer Emil Popp[6]
- 1. Januar 1938 bis 1. Januar 1939 (endgültig): SS-Brigadeführer Emil Popp[6][11]
- 1. Januar 1939 bis 6. Juli 1944 Regierungspräsident Emil Popp (am 1. August 1944, andere Quelle 6. Juli 1944), als Regierungspräsident versetzt nach Köslin/Pomm[12]
- 1944–1945: Christoph Johannes Hempel